# Ayata
Ayata ist eine Ortschaft im Departamento La Paz im südamerikanischen Andenstaat Bolivien.

## Lage im Nahraum
Ayata ist der zentrale Ort des Municipios Ayata in der Provinz Muñecas. Die Kleinsiedlung Ayata liegt auf einer Höhe von 3298 m am rechten Ufer eines linken Nebenflusses des Río Llica, der über den Río Mapiri zum Río Beni fließt.

## Geographie
Ayata liegt östlich des Titicacasees und ist Teil der Anden-Gebirgskette der Cordillera Central. Das Klima der Region ist ein typisches Tageszeitenklima, bei dem die Temperaturen im Tagesverlauf stärkere Unterschiede aufweisen als im Jahresverlauf.
Die mittlere Jahrestemperatur der Region liegt bei 9,4 °C (siehe Klimadiagramm Ayata), die Monatswerte schwanken zwischen 7 °C im Juni/Juli und knapp 11 °C im November/Dezember. Der Jahresniederschlag im langjährigen Mittel beträgt 800 mm, und während die Wintermonate Juni und Juli arid sind mit unter 10 mm Monatsniederschlag, erreichen die Sommermonate von Dezember bis März Werte von 100 bis 140 mm.

## Verkehrsnetz
Ayata liegt in einer Entfernung von 275 Straßenkilometern nordwestlich von La Paz, der Hauptstadt des gleichnamigen Departamentos.
Von La Paz führt die asphaltierte Nationalstraße Ruta 2 in nordwestlicher Richtung 70 Kilometer bis Huarina, von dort die Ruta 16 über Achacachi und Puerto Carabuco über weitere 95 Kilometer auf weitgehend unbefestigten Straßen bis Escoma. Dort biegt die Ruta 16 in nordöstliche Richtung ab und führt über Mocomoco nach Chuma und weiter nach Ayata.

## Bevölkerung
Die Einwohnerzahl der Ortschaft ist in dem Jahrzehnt zwischen den beiden letzten Volkszählungen auf das Doppelte angestiegen:
| Jahr | Einwohner         | Quelle       |
| ---- | ----------------- | ------------ |
| 1992 | keine Detaildaten | Volkszählung |
| 2001 | 147               | Volkszählung |
| 2012 | 294               | Volkszählung |
| 2024 |                   | Volkszählung |

An der Schnittstelle zwischen Aymara- und Quechua-Bevölkerung sprechen im Municipio Ayata 56,1 Prozent der Bevölkerung Quechua und 43,3 Prozent Aymara, die Haupt-Landessprache Spanisch wird nur von 25 Prozent der Einwohner gesprochen.